# Tiプラスミド

Tiプラスミドの構造

Tiプラスミド（Ti plasmid）または腫瘍誘発プラスミド（tumor inducing plasmid）は、Agrobacterium tumefaciensなどの一部のアグロバクテリウム属の細菌が持つプラスミドである。
進化的には、Tiプラスミドはアルファプロテオバクテリアの多くの種が持つプラスミドのファミリーの一部である。このプラスミドファミリーは、repABC遺伝子カセットと呼ばれる保存されたDNA領域の存在によって定義される。repABC遺伝子カセットはプラスミドの複製、細胞分裂時の娘細胞へのプラスミドの分配、低コピー数でのプラスミドの維持を媒介する。Tiプラスミドには細菌のエネルギー源として利用されるオパインの産生を担う遺伝子がコードされており、Tiプラスミドには産生されるオパインの種類によって分類される。
Tiプラスミドは、アグロバクテリウムが植物にクラウンゴール（crown gall）と呼ばれる虫こぶ様の腫瘍を引き起こすために必要不可欠である。この過程は病原性遺伝子をコードするvir領域や、T-DNA領域など、Tiプラスミドの特定の領域によって促進される。T-DNAは、細菌が損傷部位を検知した後、接合によって宿主となる植物細胞へ移行する領域である。これらの領域はT-DNAの宿主植物細胞への輸送を行い、植物ホルモン（オーキシン、サイトカイニンなど）やオパインの合成とクラウンゴールの形成を引き起こす。
TiプラスミドのT-DNA領域が細菌から植物細胞へと界を跨いで輸送されるという興味深い現象が発見されて以降、その生物工学的応用についても研究が行われている。

## 命名と分類
Tiプラスミドは、アルファプロテオバクテリアに存在するプラスミドファミリーのメンバーである。これらのプラスミドは比較的サイズが大きいことが多く、100kbpから2Mbp程度の大きさである。複製は1ヶ所から開始される。このファミリーのメンバーは特徴的なrepABC遺伝子カセットを含む。このプラスミドファミリーに属する他の良く知られたメンバーとしては、A. rhizogenesが持つ、毛状根を引き起こすRi（root inducing）プラスミドがある。
Tiプラスミドの重要な特徴は、宿主の植物細胞内で、さまざまなアミノ酸や糖リン酸の誘導体であるオパインの産生を駆動する能力である。オパインは感染した細菌の栄養源として利用され、Tiプラスミドによってコードされる遺伝子がオパインを異化する。Tiプラスミドは異化するオパインの種類によって、アミノ酸誘導体であるノパリン型、オクトピン型、マンニチル（mannityl）型、糖リン酸誘導体であるアグロシノピン（agrocinopine）型に分類される。 

## 歴史
植物でのクラウンゴール形成の原因としてA. tumefaciensが同定されたことで、クラウンゴール病の分子基盤の解明への道が開かれた。
宿主の植物細胞への遺伝的影響に対する最初の示唆は1942年から1943年に得られ、植物の二次腫瘍の内部には細菌細胞が存在しないことが示された。しかし、これらの腫瘍細胞は感染した細菌株によって代謝されるオパインを産生する能力を持っていた。重要なことに、産生されるオパインは植物の種とは関係なく、またオパインの産生はクラウンゴール組織内部に限定されていることもあることから、細菌が宿主植物細胞にオパインの合成を行わせるために何らかの遺伝物質を移行させていることが示唆された。
しかしながら、どのようにして、またどの程度DNAの移行が起こっているのかは不明であった。A. tumefaciensのDNAを加えるだけでは植物に腫瘍は形成されず、またDNAは宿主の植物細胞のゲノムへほとんど組み込まれていないことが判明した。また、DNAを分解するためにデオキシリボヌクレアーゼ（DNase）を添加しても、植物の腫瘍の形成と成長を防ぐことはできなかった。これらの結果からは、A. tumefaciensのDNAの宿主への移行はもし存在したとしてもわずかなものであること、そして、実際にDNAの細菌から植物への移行が起きているとすると、何らかの保護された機構で行われていることを示唆していた。
その後、造腫瘍性細菌株は非病原性細菌を病原性細菌へ変換することが可能であり、また接合過程によって病原性を担う遺伝子が非病原性細胞へ移行することが示された。そして、病原性細菌のみに巨大プラスミドが存在し、非病原性細菌には存在しないことは、プラスミドが病原性を担っていることを支持していた。最終的に、細菌のプラスミドの一部が宿主の植物細胞でも検出され、感染に伴う遺伝的影響を担う遺伝物質であることが確認された。
Tiプラスミドが同定されたことで、Tiプラスミドの特性やどのように遺伝物質がアグロバクテリウムから植物宿主へ移行するのかに関して多くの研究が行われた。Tiプラスミドに関する初期の研究の特筆すべき業績としては、1978年のTiプラスミドのマッピング、1981年のTiプラスミド間の配列類似性の研究が挙げられる。
1980年から2000年の間に、T-DNAとvir領域の特徴付けが行われた。T-DNA領域に関する研究からは、その輸送過程が決定され、植物ホルモンとオパインの合成を行う遺伝子が同定された。vir領域にコードされている遺伝子の機能決定を目的とした研究からは、細菌-宿主間の相互作用に関する遺伝子とT-DNAの輸送を可能にする遺伝子の分類が行われた。

## プラスミドの複製、分配、維持

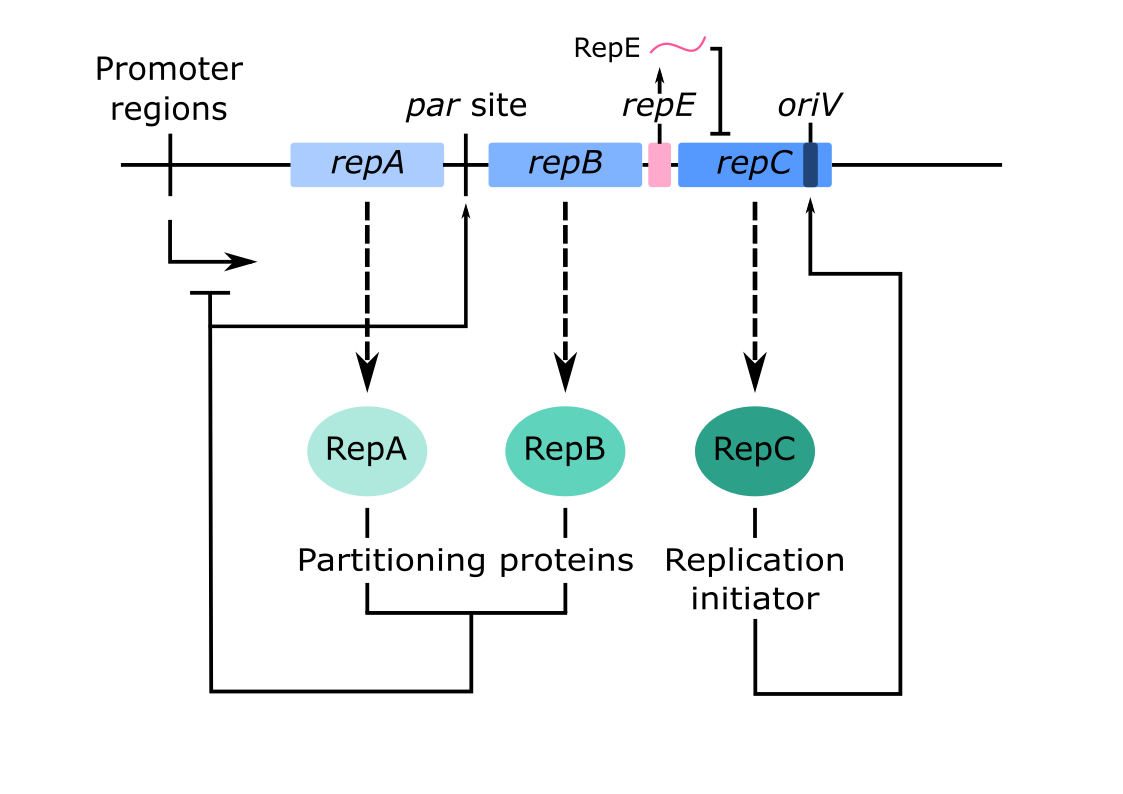
TiプラスミドのrepABC遺伝子カセット、各遺伝子産物と活性の模式図。

Tiプラスミドの複製、分配、維持はrepABC遺伝子カセットに依存しており、カセットは主に3つの遺伝子repA, repB and repCから構成される。repAとrepBはそれぞれプラスミドの分配に関わるタンパク質をコードしている一方、 repCは複製の開始を担うタンパク質をコードしている。これらの遺伝子はrepAの上流に位置する4つの異なるプロモーターから発現が行われる。repEは小さなアンチセンスRNAをコードし、repBとrepCの間に位置する。さらに、repABCカセット内には分配に重要な部位であるparSと複製起点oriVが存在する。 

### Tiプラスミドの複製
Tiプラスミドの複製はRepCタンパク質によって駆動される。RepCはDNAに結合するN末端ドメインとC末端ドメインから構成される。変異体解析によって、機能的なRepCが存在しなければTiプラスミドは複製を行えないことが示されている。repC遺伝子内には、約150ヌクレオチドのoriV配列が存在している。RepCタンパク質はこの領域に結合することが示されており、複製起点としての役割があることが示唆される。Tiプラスミドの複製過程は完全には理解されていないものの、複製の開始段階はRepCの発現とoriVへの結合に依存している可能性が高いと考えられている。RepCタンパク質はシスにのみ作用する点は特筆すべきである。すなわち、RepCタンパク質は自身がコードされているプラスミドの複製だけを駆動し、細菌細胞中に存在する他のプラスミドには作用しない。

### Tiプラスミドの分配
| 構成要素    | 機能 |
| ----------- | --- |
| RepA (ParA) | 弱いATPアーゼ活性を持ち、 repABCカセットの発現を負に自己調節する。 フィラメントを形成し、細胞分裂中のプラスミド分配を補助する。 |
| RepB (ParB) | DNA結合タンパク質で、RepAとparS部位の間のアダプターとして機能する。                                                             |
| parS        | RepBタンパク質の結合部位。 |

Tiプラスミドの分配システムは、他のプラスミドや細菌の染色体で利用されているParA/ParBシステムと類似しており、同様に機能すると考えられている。RepAまたはRepBの変異はどちらもプラスミドの安定性を低下させることから、プラスミドの分配に重要な役割を果たしていることが示唆される。RepAのフィラメント形成能力によって、分裂中の細胞の双方の極へDNAを引っ張る物理的なブリッジを形成することが可能となる。一方、RepBはparS配列に特異的に結合し、DNAと複合体を形成してRepAに認識される。Tiプラスミドは細菌細胞内にわずかなコピー数しか存在しないため、このシステムは適切な分配に特に重要である。

### Tiプラスミドの維持
Tiプラスミドは細菌細胞内で低コピー数で維持される。これは部分的には複製開始タンパク質RepCの発現に影響を与えることによって行われている。RepAはADP結合時に活性化され、RepBとともにrepABCカセットの負の調節因子として機能する。それによってRepCのレベルは細胞内で低く維持され、各細胞分裂周期中での多回複製が防がれる。さらに、repBとrepCの間にコードされているRepEと呼ばれる低分子RNAがrepCの発現を低下させる。RepEはrepCのmRNAと相補的であり、結合して二本鎖分子を形成する。その結果、RepCタンパク質の翻訳がブロックされる。
これらとは別に、repABCカセットの発現、すなわちTiプラスミドのコピー数は、アグロバクテリウムのクオラムセンシングシステムの影響も受ける。クオラムセンシングシステムは、オートインデューサーと呼ばれる分子を検知することで細菌集団の密度に対して応答するシステムである。オートインデューサーは細菌細胞から低レベルで産生され、細菌が高密度で存在する場合に閾値まで蓄積する。今回のケースではオートインデューサーはN-3-oxooctanoyl-L-homoserine lactone（3-O-C8-AHL）分子であり、TraRと呼ばれる調節因子によって検知される。TraRが活性化されると、repABC遺伝子カセットのプロモーター領域に存在するtraボックスに結合し、発現を駆動する。そのため、集団が高密度となると各細菌細胞内に存在するプラスミドのコピー数は増加する。このシステムは植物宿主内での病原性を支えている可能性が高い。

## 特徴

### vir領域

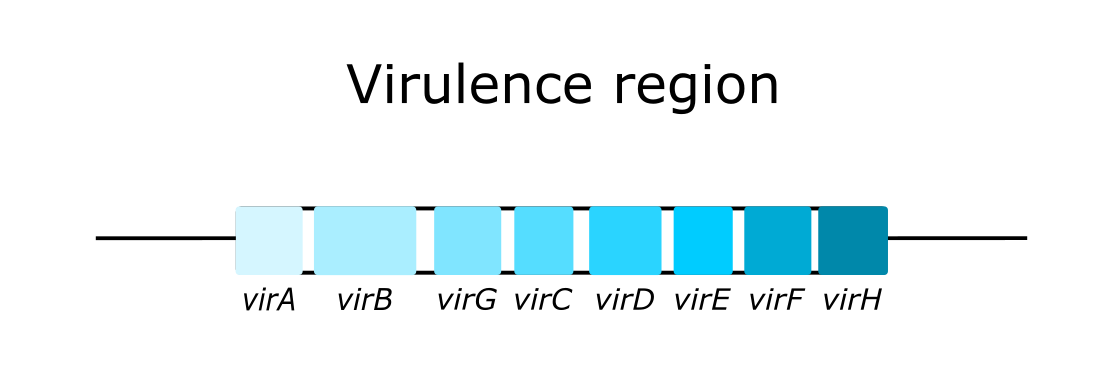
オクトピン型Tiプラスミドのvir領域の構成。

vir領域の発現は通常の条件下では抑制されており、細菌が植物の損傷部位からのシグナルを検知した際にのみ活性化される。この活性化はVirタンパク質の産生、そして宿主植物細胞へのDNAとタンパク質の輸送に必要である。 
VirAとVirGはアグロバクテリウム内で二成分制御系を形成している。このシステムは細菌でよくみられる検知・シグナル伝達システムである。この場合、これらは植物由来のシグナルを検知し、vir領域の発現を駆動する。検知の過程で、センサーとなるヒスチジンキナーゼVirAはリン酸化され、レスポンスレギュレーターであるVirGにリン酸基を転移する。活性化されたVirGはその後、各virプロモーターの上流に位置するvirボックスと呼ばれるDNA領域に結合し、vir領域の発現を活性化する。細菌が植物由来のシグナルに向かって移動する現象（走化性）は、VirAとVirGによる検知の下流機構である可能性がある。これによって、アグロバクテリウムは植物の損傷部位に向かって移動できるようになる。さらに、T-DNAの輸送もVirタンパク質によって媒介される。 
virBオペロンはvir領域で最大のオペロンであり、宿主植物細胞へのT-DNAと細菌タンパク質の移行過程に関与する11個のVirBタンパク質をコードしている（輸送装置については後述）。 
virCオペロンは2つのタンパク質、VirC1とVirC2をコードしている。これらのタンパク質はさまざまな植物宿主に対するアグロバクテリウムの病原性に影響を与える。これらのタンパク質の変異は細菌の病原性を低下させるが、病原性が消失するわけではない。virCオペロンとvirDオペロンはどちらも細菌ゲノムにコードされているタンパク質Rosによって抑制される。RosはVirG調節因子結合部位と重複するDNA領域に結合し、そのためこれらの発現レベルの制御に関してVirGと競合する。VirC1とVirC2は、細菌から宿主植物細胞へのT-DNAの接合輸送の際にリラクソソーム複合体の組み立てを促進する機能を持つ。この過程はエネルギー依存的過程であり、overdriveと呼ばれるDNA領域に結合した際に生じる活性によって媒介される。結果として、これらの過程は産生されるT-DNA鎖の量を増大させるよう作用する。輸送されるDNA鎖が産生された後、VirCタンパク質はDNA鎖を輸送装置へ差し向ける過程も補助する。 
virDオペロンは4つのタンパク質、VirD1–D4をコードしている。VirD1とVirD2は、接合時のT-DNAのTストランドへのプロセシングに関与している。Tストランドは、宿主植物細胞へ輸送される一本鎖DNA分子である。プロセシング時には、VirD1はDNA鎖を巻き戻すトポイソメラーゼとして機能する。VirD2はリラクサーゼであり、DNA鎖の一方にニックを形成し、受容細胞の核へ移行するまで移行DNAに結合したままとどまる。受容細胞内では、VirD2はVirE2とともに、移行するDNAを受容細胞の核へ差し向ける。VirD2はさまざまなタンパク質によるリン酸化と脱リン酸化を受け、こうした修飾はDNA輸送能力に影響を与えることが示唆されている。VirD3の機能はほとんど知られておらず、変異体解析においてもアグロバクテリウムの病原性に関する役割を支持する知見は得られていない。VirD4は接合過程に重要な役割を果たし、Tストランドを認識して輸送チャネルへ送る共役因子として機能する。 
virEオペロンは2つのタンパク質、VirE1とVirE2をコードしている。VirE2はTストランドとともに宿主植物細胞へ輸送されるエフェクタータンパク質である。VirE2はTストランドに結合し、宿主植物細胞の核への輸送を行う。この活性の一部はVirE2タンパク質内に存在する核局在化シグナルによるものであり、タンパク質とそこへ結合したDNAは核へ移行する。また、VirE2はTストランドをヌクレアーゼによる攻撃から防ぐ。VirE2はDNAが植物の細胞膜を通過するためのタンパク質チャネルとして機能するという推測もなされている。VirE1はVirE2タンパク質の宿主植物細胞内への輸送の促進に関与している可能性がある。VirE1はVirE2の一本鎖DNA結合ドメインに結合し、VirE2が細菌細胞内で未成熟なTストランドに結合することを防いでいる。
virFは一部のTiプラスミドのみに存在する宿主特異性因子である。例えば、オクトピン型のTiプラスミドにはvirFが存在するが、ノパリン型のものには存在しない。A. tumefaciensの特定の植物種に対するクラウンゴール形成能は、このvirF遺伝子が存在するかどうかに依存している。
virHオペロンは2つのタンパク質、VirH1とVirH2をコードしている。VirHタンパク質のアミノ酸配列のバイオインフォマティクスによる研究からは、これらとシトクロムP450スーパーファミリーとの類似性が示されている。VirH2はVirAに検知された特定のフェノール化合物を代謝することが知られている。

### T-DNA
アグロバクテリウムのT-DNAの長さは約15–20kbpで、宿主植物のゲノムへ組換え過程によって組み込まれる。この過程では、宿主植物細胞のゲノムに既に存在するギャップが利用される。T-DNAがゲノム中の短い配列と対合してDNAライゲーション過程がプライミングされ、T-DNAは植物ゲノムへ恒久的に連結される。T-DNAの両端には24bpの配列が存在する。 
宿主植物細胞のゲノム内では、アグロバクテリウムのT-DNAから2つの主要なタンパク質群の発現が行われる。1つ目のグループは植物の成長ホルモンの産生を担うものである。こうしたホルモンが産生されることで、植物細胞の分裂速度が増加し、クラウンゴールが形成される。2つ目のグループは宿主植物細胞内でのオパイン合成の駆動を担うものである。産生されるオパインはTiプラスミドの種類に依存し、宿主植物の種類には依存しない。植物はオパインを利用できず、オパインは植物細胞から搬出されてアグロバクテリウムの細胞に取り込まれる。細菌のTiプラスミドのT-DNA以外の領域には、オパインの異化を担う遺伝子が存在している。

### 輸送装置
Tiプラスミドにコードされている輸送装置は、2つの目的を達成する必要がある。1つは細菌間の接合によるTiプラスミドの移行、もう1つは宿主植物細胞内へのT-DNAと特定のエフェクタータンパク質の輸送である。これらの過程はそれぞれTra/TrbシステムとVirB/VirD4によって行われており、これらはIV型細菌分泌装置（T4SS）のメンバーである。 
TiプラスミドやT-DNAが接合によって移行するためには、まずリラクサーゼ（TraA/VirD2）やDtr（DNA transfer and replication）タンパク質などさまざまななタンパク質によるプロセシングを受ける必要がある。これらのタンパク質は、TiプラスミドのoriT（origin of transfer）と呼ばれる領域を認識して結合し、リラクソソーム複合体を形成する。T-DNAの場合、T-DNAの境界配列でニックが形成され、Tストランドとなって残りの輸送装置が存在する細胞膜へ輸送される。VirB/VirD4システムでは、VirD2リラクサーゼが補助タンパク質VirD1、VirC1、VirC2の助けのもと、DNA基質のプロセシングを行う。さらに、VirD2リラクサーゼとVirCタンパク質は、細胞膜のVirD4受容体へのTストランドの輸送にも寄与する。この受容体はT4SSの必須の構成要素であり、2つの細胞間の輸送チャネルへのDNA輸送の動力源となると考えられている。下の表では、VirB/VirD4システムの輸送チャネルを構成するvirBオペロンにコードされるタンパク質がまとめられている。 
| タンパク質           | 機能                                             |
| -------------------- | ------------------------------------------------ |
| VirB4, VirB11        | DNA輸送のエネルギーを供給するATPアーゼ           |
| VirB3, VirB6, VirB8  | 内膜トランスロカーゼのサブユニット（推定）       |
| VirB7, VirB9, VirB10 | チャネルサブユニットを安定化するコア複合体の形成 |
| VirB2                | 接合線毛の主要なピリンサブユニット               |
| VirB1, VirB5         | 接合線毛の副次的構成要素                         |

## 生物工学における利用
アグロバクテリウムが持つ植物細胞へDNAを輸送する能力は、植物ゲノムのエンジニアリングの新たな扉を開き、遺伝子組み換え植物（トランスジェニック植物）の作出を可能にした。T-DNAの移行の媒介に関与するタンパク質は、まずT-DNA領域の境界配列を認識する。そのため、目的の配列に隣接してT-DNAの境界配列を配置してプラスミドへ挿入し、アグロバクテリウムの細胞へ導入する。アグロバクテリウム細胞内では境界配列が輸送装置によって認識され、T-DNAと同様の方法で目的の配列が標的の植物細胞へ輸送される。このようにT-DNAの境界配列だけをプラスミドに残しておくことによって、腫瘍形成を引き起こすことなく植物ゲノムを編集することができる。この手法は、イネ、オオムギ、コムギを含むいくつかの作物を改変するために利用されている。さらなる研究により、アグロバクテリウムの標的は菌類やヒト細胞株にまで拡張されている。